# 마쓰나가 도모코
마쓰나가 도모코(일본어: 松永 知子, 1971년 8월 10일 ~ )는 일본의 은퇴한 여자 축구 선수이다.

## 국가대표팀 경력
그녀는 1988년 6월1일 미국과의 경기에서 일본 국가대표팀에 데뷔했다. 1990년 아시안 게임 은메달 획득, 1991년 AFC 여자 축구 선수권 대회 준우승에 기여. 그녀는 1991년까지 국제 A매치 13경기에 출전했다.

## 통계
| 일본 | 일본 | 일본 |
| 연도 | 출전 | 득점 |
| ---- | ---- | ---- |
| 1988 | 2    | 0    |
| 1989 | 4    | 0    |
| 1990 | 2    | 0    |
| 1991 | 5    | 0    |
| 통산 | 13   | 0    |